# Berendezkedésellenesség
A berendezkedésellenesség (vagy angolból félig fordított, de használt változatában establishment-ellenesség) olyan nézet, gondolat, eszmerendszer, amely szemben áll a társadalom konvencionális szociális, politikai és gazdasági elveivel. Az angol nyelvű fogalmat (anti-establishment) ebben a modern értelemben 1958-ban használták először, mégpedig a New Statesman nevű brit magazin, saját alapállására utalva. Magyarországon a hasonló jelentésű rendszerellenes szót ennél hamarabb használták, a kommunista rendszerrel szembenállókra.
A berendezkedésellenesség nem köthető sem a politikai jobboldalhoz, sem a politikai baloldalhoz. A berendezkedésellenes pártok van, hogy valamelyik oldalra helyezik magukat, de gyakran mindkettőt elutasítják, hogy ezzel is hangsúlyozzák saját újdonságukat és másságukat. Ezek a törekvések gyakran elitellenességgel párosulnak, ezért a berendezkedésellenességet gyakran rokonítják a populizmussal. Európában a berendezkedésellenes mozgalmak elitellenessége gyakran veszi fel az euroszkepticizmus formáját.

## Berendezkedésellenesség az Egyesült Királyságban
Az Egyesült Királyságban az uralkodó osztály ellenében érvelőket, vagy cselekvőket szokták berendezkedésellenesnek tekinteni. Angliában világosan kirajzolódik a hagyományos "establishment": az államegyház, a királyi család, az arisztokrácia, és a nem választott parlamenti felsőház örökletes nemesi címek viselőinek. 
Az establishment-ellenes viselkedés egyik fő megnyilvánulási formája a szatíra. Ebbe a kategóriába sorolható Peter Cook és Ben Elton humora, a Private Eye magazin, a Spitting Image, Rumpole of the Bailey, That Was The Week That Was és The Prisoner című televízióprogramok. Will Self és más regényírók műveiben is megjelenik a rendszerellenesség.
Gyakran nehéz eldönteni, hogy politikai, vagy kulturális jelenségről van szó, például a Banksy-féle művész-aktivistákról megmondani, hogy amit csinálnak, az rendszerellenes-e, vagy egyszerűen csak egy ellenkultúra. A bulvárlapok (The Sun és mások) skrupulus nélkül írogatnak a királyi család szerelmi életéről. mivel ezzel el lehet adni az újságot, ugyanakkor azzal kritizálják őket, hogy establishment-ellenes nézeteket propagálnak, amivel gyengítik a hagyományos intézményeket. Ugyanakkor establishment-ellenes figurák az idő teltével az establishment részévé válhatnak. Például Mick Jagger, a Rolling Stones frontembere, akit 2003-ban lovaggá ütöttek. Vagy Roger Daltrey (The Who) aki 2005-ben a Brit Birodalom Rendje tagja lett.
A berendezkedésellenesség a 2010-es évek közepétől erősödött Európában. Németországban nőtt az AfD nevű párt népszerűsége, Olaszországban pedig 2018. június 1-én megalakult az Európai Unió első berendezkedésellenes pártok alkotta kormánya.

## Az Egyesült Államokban
Az Egyesült Államokban sok egyén és csoport volt, akik szembeszegültek a berendezkedéssel (angolul establishment), az elterjedt szleng kifejezés szerint "harcoltak az emberrel" (fighting the man), ahol "az ember" a hatalmat jelenti. Például:
- Zenekarok: MC5, Dead Kennedys, Public Enemy, System of a Down, K-Rino, Black Flag, Rage Against the Machine, dead prez
- Zenészek: Immortal Technique, Terminator X, Gil-Scott Heron, Paris,Lupe Fiasco
- A Symbionese Liberation Army (SLA) terrorszervezet
- A Feketepárduc Párt (BPP)
- Dr. Martin Luther King Jr., Malcolm X, Malvina Reynolds, Howard Zinn, Noam Chomsky, Bernie Sanders, Timothy Leary.

Számukra az "establishment" nem csupán az idősebb generációk világa volt, hanem a társadalom létező hatalmi-intézményi struktúrái. Howard Zinn 'A People's History of the United States című könyvében így definiálta a berendezkedést: "Republikánusok, demokraták, újságok, televízió". Később a katonai establishmentet is ide sorolta, majd az üzletembereket is.

### Megjelenése
Establishment-ellenes jelenségek már az 1940-es években megjelentek az Egyesült Államokban, és az 50-es években folytatódtak.
A második világháború borzalmait megélt veteránok közül sokan küzdöttek kérdésekkel, akár még az élet értelmét illetően is. Miközben a "normális életbe" való visszatérésüket sürgették, sokan poszttraumatikus stressz szindrómától szenvedtek, és undorítónak és üresnek találták a külvárosok világát.
A Hells Angels (A pokol angyalai) motorosklubot eredetileg lázadó alapállású második világháborús veteránok hozták létre, és még a nevét is egy harcalakulatról kapta. A beat mozgalmat megalapító veteránokat beatnikeknek bélyegezték (ami eredetileg nem volt kedves szó), és azzal vádolták, hogy mindent csak lefitymálnak.
Marlon Brando, mint motoros lázadó a Benedek László rendezte 1953-as filmben (A vad, angolul The Wild One), vagy James Dean alakja az 1955-ös Haragban a világgal (Rebel Without a Cause) című filmben egyes amerikaiakat megrémített, másokat felvillanyozott. Ennek a generációnak volt a tagja például a háborút megjárt Lawrence Ferlinghetti.
Sok emberben élt a vágy, hogy valóban igaz dolgokat halljanak, mint Lenny Bruce vitriolos komédiája, vagy egyszerűen csak nagyobb személyes szabadságra. A lázadás egy formája volt, és botrányokat okozott a Playboy, az első szoft pornó magazin, amelyet a hagyományos lapokkal együtt kezdtek el árulni.
Sok nőben is neheztelés élt a berendezkedéssel szemben. A háborús években rengeteg nőnek kellett olyan munkákat végeznie, amelyeket korábban hagyományosan férfiak végeztek. A háború után azonban ezeket a munkahelyeket általában elvesztették, és hagyományos női szerepekhez való visszatérésére ösztönözték őket.
A politikai tekintélyt is sokan kezdték megkérdőjelezni, különösen az 1960-ban történt U–2 incidens után, amikor Eisenhower elnök személyesen biztosította az amerikaiakat arról, hogy az Egyesült Államok nem kémkedik a Szovjetunióban, de hazugságon kapták. Ezt a kiábrándulás érzést fogalmazta meg Peggy Lee dala (Is That All There Is? A tiltakozás azonban csak a baby boom generáció feltűnésével vált szervezetté (illetve a hippik esetében szervezetlenné), akiket a beat generáció tagjai "kis hipszterekként" emlegettek.

### Az 1960-as évek
Az anti-Establishment (berendezkedésellenesség), a forrongó 1960-as évek egyik divatszava volt. A viszonylagos jólétben nevelkedett fiatalok is kritikussá váltak a társadalom visszásságaival szemben és megkérdőjelezték berendezkedését. A vitatott ügyek közé tartozott a vietnámi háború, amelynek nem látták célját, sem a végét, a fegyverkezés, a hidegháború, a nyomor, a pénzpocsékoló látszatprojektek (boondoggle) és a politikai parókializmus.

## Fordítás
- Ez a szócikk részben vagy egészben  az   Anti-establishment című angol Wikipédia-szócikk ezen változatának fordításán alapul.  Az eredeti cikk szerkesztőit annak laptörténete sorolja fel. Ez a jelzés csupán a megfogalmazás eredetét és a szerzői jogokat jelzi, nem szolgál a cikkben szereplő információk forrásmegjelöléseként.